# اردودر
اردودر، روستایی از توابع بخش مرکزی شهرستان الیگودرز در استان لرستان ایران است. روستایی خوش آب و هوا شرقی غربی در جنوب الیگودرز میباشد.اهالی اردودر از طایفه سرلک هستند. بیشتر کشت و کار روستا به صورت کاشت دیم میباشد و دارای کاریز و قنات و چشمه های متعدد میباشد که در چند سال آتی دچار خشکسالی شدید شده است. این روستا نزدیکترین مکان دارای باغ و بوستان و سرسبزی نزدیک شهرستان میباشد که محل تفریح اهالی شهرستان واقع شده و سرمایه گذاریهای جدیدی هم در این روستا به عنوان اشتغالزایی و باغ داری صورت گرفته که جای خوشحالی‌ دارد‌

## جمعیت
این روستا در دهستان پاچه لک شرقی قرار دارد جمعیت این روستا در سال ۱۴۰۳ به نزدیک ۴۰۰نفر میرسد